# 8676 Люллі
8676 Люллі (8676 Lully) — астероїд головного поясу, відкритий 2 лютого 1992 року.
Тіссеранів параметр щодо Юпітера — 3,222.
Названо на честь Жана Батіста Люллі 1632–1687) — французького композитора, скрипаля, танцюриста, диригента і педагога італійського походження; творець французької національної опери.